# Edith Hopwood (manzana)
Edith Hopwood es una  variedad cultivar de manzano (Malus domestica).
Criado por el horticultor F.W. Thorrington en Essex por. Fue incluido en el repositorio de variedades frutales del National Fruit Trials en 1925. Las frutas tienen una carne bastante firme, gruesa y crujiente con un sabor ligeramente subacido.

## Historia
'Edith Hopwood' es una variedad de manzana, obtención en la década de 1900 por el horticultor F.W. Thorrington de Hornchurch, Essex, a principios del siglo XX. Obtenido del cruce de Cox's Orange Pippin x Desconocido. Fue incluido en el repositorio de variedades frutales del National Fruit Trials en 1925.
'Edith Hopwood' se cultiva en la National Fruit Collection con el número de accesión: 1925-029 y Accession name: Edith Hopwood.

## Características
'Edith Hopwood' tiene un tiempo de floración que comienza a partir del 8 de mayo con el 10% de floración, para el 13 de mayo tiene una floración completa (80%), y para el 20 de mayo tiene un 90% de caída de pétalos.
'Edith Hopwood' tiene una talla de fruto mediano; forma cónica, con una altura de 54.00mm y una anchura de 64.00mm; con nervaduras ligeramente medias; epidermis con color de fondo amarillo verdoso, con sobre color ausente, con esporádicas lenticelas ruginosas, y con "russeting" (pardeamiento áspero superficial que presentan algunas variedades) débil; textura de grano grueso, firme y crujiente; color de la pulpa crema; sabor son jugosos y dulces, muy agrio cuando se recoge antes de que esté completamente maduro.
Su tiempo de recogida de cosecha se inicia a principios de septiembre.

## Ploidismo
Diploide. Autofértil, los cultivos con un polinizador compatible del grupo de polinización E día 16.